# Лубянка (Поморське воєводство)
Лубянка (пол. Łubianka) — село в Польщі, у гміні Пшехлево Члуховського повіту Поморського воєводства.
Населення — 50 осіб (2011).
У 1975-1998 роках село належало до Слупського воєводства.

## Демографія
Демографічна структура станом на 31 березня 2011 року:
|          | Загалом | Допрацездатний вік | Працездатний вік | Постпрацездатний вік |
| -------- | ------- | ------------------ | ---------------- | -------------------- |
| Чоловіки | 27      | 1                  | 22               | 4                    |
| Жінки    | 23      | 3                  | 13               | 7                    |
| Разом    | 50      | 4                  | 35               | 11                   |